# Strix
Strix es un género de aves estrigiformes perteneciente a la familia Strigidae que agrupa a especies rapaces que se distribuyen por todo el planeta; en Eurasia desde la península ibérica hasta Japón y desde Siberia hasta Java; en África desde el Magreb hasta Angola y en América desde Alaska hasta Tierra del Fuego. A sus miembros se les conoce por el nombre popular de cárabos,búhos o concones.

## Características
Son de talla mediana para su familia, con discos faciales, vientres barrados y tarsos emplumados, pero sin penachos auriculares. Habitan mayormente bosques altos y selvas, cuyas noches animan con sus voces del tipo “juu-juu-juu”.  Son excelentes cazadores nocturnos y la mayoría son altamente especializados en vuelo nocturno. Muchos se alimentan de pequeños mamíferos, aves y reptiles.

## Lista de especies
Según las clasificaciones del Congreso Ornitológico Internacional (IOC, Versión 6.3, 2016) y Clements Checklist/eBird v.2021, (con las diferencias apuntadas más abajo), este género agrupa a las siguientes especies, con el respectivo nombre común de acuerdo con la Sociedad Española de Ornitología (SEO),, u otro cuando se referencia:
- Strix seloputo  Horsfield, 1821 - cárabo de las pagodas;
- Strix ocellata (Lesson), 1839 - cárabo ocelado;
- Strix leptogrammica Temminck, 1832 - cárabo oriental;
- Strix aluco Linnaeus, 1758 - cárabo común;
- Strix mauritanica (Witherby, 1905) - cárabo del Magreb;[9]
- Strix nivicolum (Blyth), 1845 - cárabo del Himalaya[10]
- Strix hadorami Kirwan, Schweizer & Copete, 2015 - cárabo de Palestina;[11]
- Strix butleri (Hume), 1878 - cárabo árabe;
- Strix occidentalis (Xantus de Vesey), 1860 - cárabo californiano;
- Strix varia Barton, 1799 - cárabo norteamericano;
- Strix sartorii (Ridgway), 1874 - cárabo barrado mexicano;[12]
- Strix fulvescens (Sclater, PL & Salvin), 1868 - cárabo guatemalteco;
- Strix hylophila Temminck, 1825 - cárabo brasileño, lechucita listada;[13]
- Strix chacoensis Cherrie & Reichenberger, 1921 - cárabo chaqueño;
- Strix rufipes King, 1827 - cárabo bataraz,[4] lechuza bataraz;[13]
- Strix uralensis Pallas, 1771 - cárabo uralense;
- Strix davidi (Sharpe), 1875 - cárabo de Sichuán;
- Strix nebulosa Forster, JR, 1772 - cárabo lapón;
- Strix woodfordii (Smith,A), 1834 - cárabo africano;
- Strix virgata (Cassin), 1849 - cárabo café, lechuza estriada;[13]
- Strix albitarsis (Bonaparte), 1850 - cárabo patiblanco;
- Strix nigrolineata Sclater, 1859 - cárabo blanquinegro;
- Strix huhula Daudin, 1800 - cárabo negro, lechuza negra.[13]

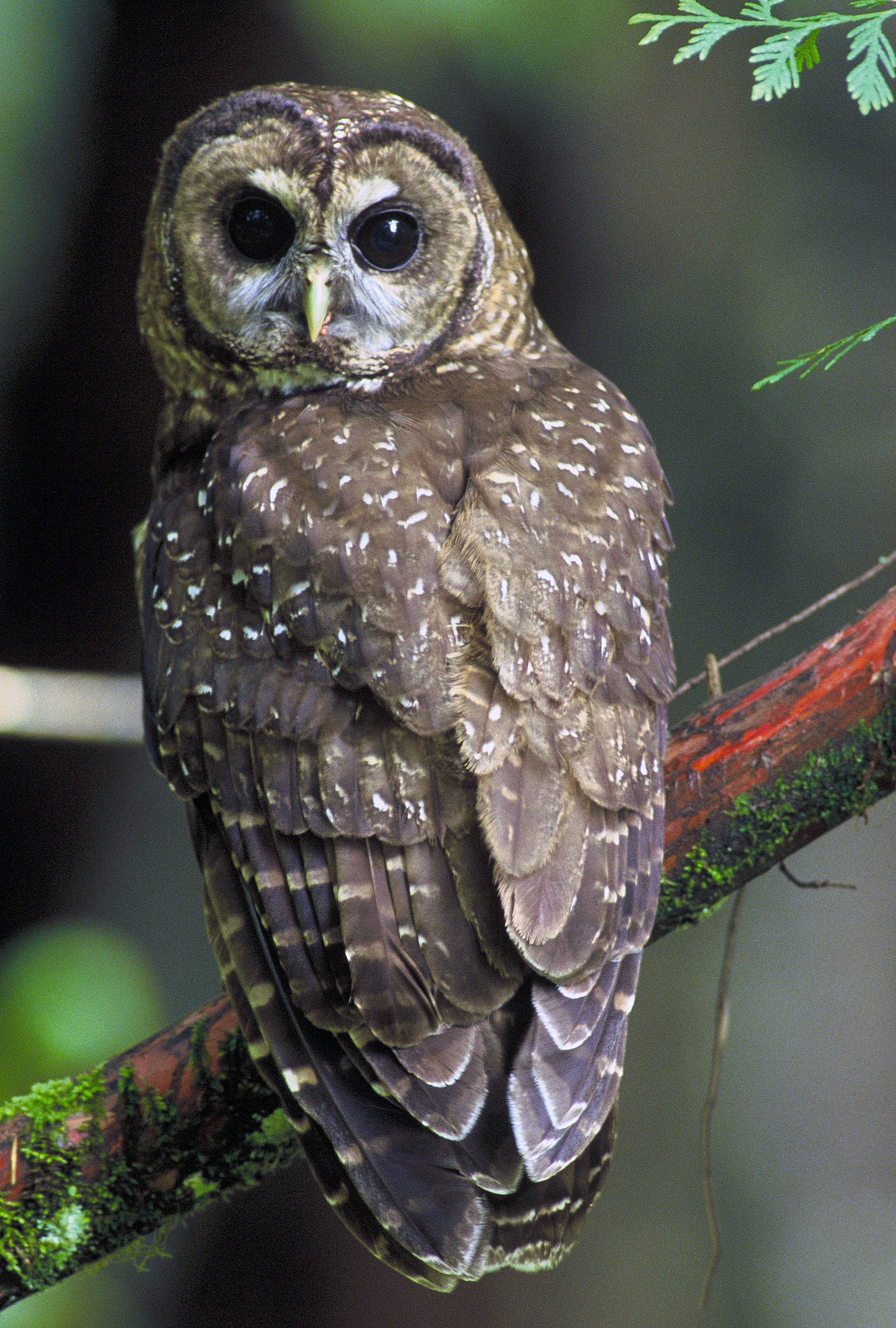
Strix occidentalis.

## Taxonomía
- Strix omanensis descrito como nueva especie recientemente por Robb et al. (2013),[14] es en realidad una población redescubierta de Strix butleri.[8]
- Strix sartorii fue separada de S. varia y elevada al rango de especie de acuerdo a Barrowclough et al (2011),[15]
- Strix hadorami es una nueva especie, descrita para la ciencia en 2015, anteriormente considerada una población de Strix butleri.[16]

### El géneroCiccaba
Todas las especies del antiguo género Ciccaba ahora se consideran parte de Strix.
Estas son:
- Strix (Ciccaba) albitarsis,
- Strix (Ciccaba) nigrolineata,
- Strix (Ciccaba) huhula,
- Strix (Ciccaba) virgata.

El Comité de Clasificación de Sudamérica (SACC) aprobó la inclusión de estas especie en Strix en la Propuesta N° 918.  La clasificación Clements Checklist v.2021 continúa considerando a las cuatro especies americanas virgata, albitarsis, nigrolineata y huhula en el género Ciccaba.

## Registros fósiles
El género Strix está bien representado en registros fósiles. Siendo representantes genéricos del tipo de búhos estrígidos, fueron probablemente los primeros estrígidos verdaderamente modernos en evolucionar. Sin embargo, no está asegurado si varias de sus spp. usualmente en este género realmente vienen de aquí. Por ej., Strix brevis del Mioceno Temprano o Medio, de Wintershof Oeste, Alemania, está ahora en Intutula; similarmente,  las supuestas spp. Mascarene  del género, "Strix" murivora, y Strix sauzieri y Strix newtoni fueron tempranamente mal identificadas como machos de Mascarenotus murivorus (búho Rodrigues), y hembras y machos del extinto Mascarenotus sauzieri (búho de Mauritania), respectivamente. Estos pasaron a otro género juntos.
Strix edwardsi del Mioceno Tardío de La Grive St. Alban, Francia, siendo un búho estrígido,  no ha sido hasta el presente identificado en el género Strix; podría estar en el europeo Ninox.
Strix perpasta (Mioceno Tardío- Plioceno Temprano de la península de Gargano, Italia) no aparece seguir en este género. A veces es considerado una sinonimia junior del Bubo zeylonensis o Ketupa zeylonensis, una paleosubespecie.
UMMP V31030, un típico representante del proceso coracoide de la "Formación Rexroad" (Plioceno Tardío) de Kansas (Estados Unidos), no puede ser asignado definitivamente al presente género o a Bubo.
Los géneros Strix generalmente aceptados como formas fósiles son:
- Strix collongensis (Mioceno Temprano, Franciae),[19]
- Strix dakota (Mioceno Temprano, Dakota del Sur, Estados Unidos) - tentativo,[19]
- Strix sp. (Mioceno Tardío, Nebraska, Estados Unidos),
- Strix sp. (Mioceno Tardío, Sansan, Francia) - formalmente Strix ignota que es un nomen nudum,
- Strix intermedia (Pleistoceno Temprano - Medio, EC Europe) - puede ser una paleosubespecie de S. aluco,
- Strix brea (Pleistoceno Tardío, sudoeste de Norteamérica),[22]
- Strix sp. (Pleistoceno Tardío, Ladds, Estados Unidos).